# Аникиевское Евангелие
Аникиевское Евангелие (Аникиево Евангелие) — рукописное иллюминированное Евангелие-тетр (литургическое четвероевангелие), созданное в начале XV века. Находится в собрании библиотеки Российской академии наук.
Происхождение рукописи неизвестно, местом её создание считают крупную книгописную мастерскую, предположительно московскую (длительное время рукописи приписывали молдавское или валашское происхождение, но рукопись не имеет особенностей славянских книг, созданных в румынских мастерских того периода).  
Своё название рукопись получила от имени священника Антония Аникеева, который согласно владельческой записи в 1633 году вложил Евангелие в храм Воскресения Христова, местонахождение которого неустановлено. 
В 1764 году рукопись приобрела библиотека Императорской академии наук у частного книготорговца. Изначально рукопись была датирована концом XV века, но в 1980-е годы О. П. Лихачёва по водяным знакам бумаги рукописи датировала её 10 - 20-ми годами XV века.
Рукопись написана на бумаге, почерк каллиграфический — «младший» полуустав. Рукопись украшают:
- четыре больших заставки перед каждым из Евангелий. Они созданы в балканском стиле, представляют сложное переплетение кругов и ромбов. При их создании использована широкая палитра цветов (синий, зелёный, жёлтый, оранжевый), а также золото.
- четыре полнолистные миниатюры с изображением евангелистов. Особенностью является изображение апостола Иоанна Богослова в пещере на Патмосе без его ученика Прохора. Остальные евангелисты изображены в обрамлении зданий, сидящими перед аналоями. Миниатюры Аникиева Евангелия по сравнению с другими книжными памятниками московской школы того периода (например, Евангелие Хитрово) уже отступили от традиций палеологовского искусства и слабо отражают уровень московской книжной миниатюры конца XV—XVI веков.